# Edmar Morel
Edmar Morel (Fortaleza, 17 de março de 1912 — Rio de Janeiro, 14 de novembro de 1989) foi um jornalista e escritor brasileiro.

## Biografia
Foi autor de grandes reportagens e vários livros, um dos quais sobre  a rebelião do marinheiro João Cândido, que Morel cognominou Almirante Negro (inicialmente "Almirante da Ralé"). A partir da publicação do livro, a revolta passou a ser identificada como Revolta da Chibata, publicado em 1959.
Autodidata, Morel teve uma infância pobre. Seu pai faleceu em 1931, quando Morel tinha vinte anos, deixando a viúva com seis filhos. Começou a trabalhar cedo, em uma casa comercial. Em seguida, trabalhou nos jornais O Ceará e A Rua, como corretor de anúncios, auxiliar de revisor e auxiliar de repórter.
Em 1932, Morel foi para o Rio de Janeiro. Passou fome e dormiu na rua, até encontrar o jornalista Maurício de Lacerda, pai de Carlos, que conhecera em Fortaleza. Maurício, importante articulista do Jornal do Brasil, levou-o a trabalhar no jornal, na sessão de anúncios fúnebres.
Em 1937, Edmar Morel ingressou no jornal O Globo. Posteriormente trabalhou também em A Tarde, no Diário da Noite e na revista O Cruzeiro, de 1938 a 1947.

## Reportagens
A Égua Farpa
Jornalista do Diário da Noite acabou ganhando destaque no “Caso da égua Farpa”. A história é que ficou sabendo que os cavalos do Jóquei Clube não sofriam racionamento de leite e açúcar imposto a população do Rio de Janeiro. O racionamento de setembro de 1944 foi o mais rigoroso da história da cidade. O próprio jornalista sofria para alimentar sua filha recém-nascida, que posteriormente viria a morrer. 
Acompanhado do fotógrafo Celso Muniz foi ao Hipódromo da Gávea, e lá constatou que os cavalos mais bem tratados pertenciam aos herdeiros de Lineu de Paula Machado. Depois de cinco dias conseguiu uma foto da égua Farpa tomando leite em um balde de dez litros, e também conseguiu que o tratador a levasse para passear no Jardim Botânico onde foi fotografada ao lado de longas filas de mães que esperavam pela distribuição do leite.
A reportagem “Farpa não entra em fila” rodou no dia 9 de setembro de 1944, e diante da revolta popular obrigou o DIP a proibir o assunto. 
Os Campos de Concentração Paraguaios
Jornalista da revista O Cruzeiro foi para o Paraguai para checar os rumores da existência de campos de concentração mantidos pelo ditador Higinio Morínigo. O ditador o ocupou durante dez dias com festas e recepções até que foi autorizado a percorrer o país. O que o ditador não sabia é que antes o jornalista já havia obtido informações de jornalistas paraguaios exilados. O piloto da força área paraguaia que o acompanhava era filho de um desses jornalistas exilados.
Os campos foram localizados, e não encontraram ninguém. Os presos haviam sido removidos, porém, deixaram para trás documentos e relatos escritos que permitiram concluir a reportagem. O material foi encaminhado para publicação através da embaixada brasileira. A revelação dos campos levou a uma onda de indignação mundial que acabaram por apear o ditador do poder no Paraguai.
O Paradeiro de Percy Fawcett
O dono de jornais Assis Chateubriand determinou que o jornalista localizasse o paradeiro de Fawcett em Mato Grosso, e ele saiu do escritório direto para a casa de Cândido Rondon, que o ajudou. Chegou em Mato Grosso com 300 kg de presente para os índios, e contou com a Judá dos indianistas Thomaz Young, Emílio Halverson e dos inspetores do SPI João Clímaco, Otaviano Calmo e Álvaro Duarte.
A equipe foi composta pelo total de 25 pessoas que seguiram a trilha de Fawcett, e pelo caminho foram encontrando vestígios do explorador inglês como roupas, fotos ou objetos pessoais. O que a equipe de reportagem acabou encontrando foi o suposto neto de Fawcett o índio bacaeri Dulepé, e o índio Izariri, que confessou o assassinato de Fawcett, do seu filho Jack e de Rimell.
O material jornalístico consistia também em filmagens e que posteriormente foram vendidos para a BBC de Londres pelo equivalente hoje a R$ 200 mil. O documentário também foi exibido no Rio de Janeiro, e todo o dinheiro gerado, de bilheteria aos direitos de exibição, foram doados a Cândido Rondon para os Bacaeris. O custo total da expedição da revista O Cruzeiro foi de R$ 600 mil. 
 A Ordem dos Cavaleiros de São Sebastião
Jornalista do Ultima Hora em fevereiro de 1957 soube de um caso em que um embaixador estava processando Gabriel Ineles, que se apresentava como príncipe de Cazomene e Rodosto, por ter vendido a comenda Ordem dos Cavaleiros de São Sebastião e Guilherme, e não entregue. O “príncipe” foi ex-porteiro de um hotel antes de começar a vender as comendas. O valor poderia ser parcelado e custava o equivalente a R$ 40 mil. Acabou vendendo duas mil para personalidades da época, políticos, funcionários públicos do alto escalão e pessoas ricas em geral. 
A reportagem rendeu oito processos contra o jornalista, e todos foram arquivadas posteriormente. Apesar do escândalo a Câmara de Vereadores de São Paulo estava prestes a conceder o título de cidadão paulistano a Gabriel Inelas caso o jornalista não encaminhasse a documentação baseada em história e heráldica para os vereadores. 
Segundo CARVALHO (2001), Morel foi também funcionário do Departamento de Imprensa e Propaganda (DIP), durante a Era Vargas.
Embora tivesse tido problemas com a censura, ele nunca deixou da trabalhar como jornalista, inclusive durante o regime autoritário, implantado em 1964. Em 1968 ele voltou a trabalhar na revista O Cruzeiro, publicando reportagens sobre os mais variados aspectos, e até contra o governo, como pode-se ver em suas memórias póstumas, Histórias de um repórter (trechos disponíveis em books.google.com.br)

### Golpe de 1964
Em seu livro "O Golpe Começou Em Washington" responsabilizava os EUA, por tramarem o golpe militar de 1964. Morel descreveu como a Hanna Mining (empresa estadunidense dirigida no Brasil por John W. F. Dulles), o Instituto Brasileiro de Ação Democrática e o então embaixador do Brasil Lincoln Gordon tramaram a queda de João Goulart desde o início dos anos 1960.
Uma corrente da direita brasileira alega até hoje que os Estados Unidos não tiveram participação no Golpe e se apoia em documentos da StB, o serviço de inteligência da antiga Checoslováquia. Em 1973 Ladislav Bittman, ex-agente da StB que, por sua vez, eram subordinados à KGB em Moscou, confessou ter forjado documentos que ligavam os EUA ao Golpe Militar no Brasil.
No entanto, em 1977, o governo dos Estados Unidos desclassificou documentos que descrevem a Operação Brother Sam (plano de apoio militar da Marinha dos EUA ao golpe de estado) e como a embaixada estadunidense estava ciente desde 1961 que militares brasileiros tramavam um golpe contra João Goulart.
Enquanto produzia o livro, Morel teve seus direitos políticos por dez anos através do Ato nº 5 do Comando Supremo da Revolução. Lançado em abril de 1965, o livro se tornou um dos mais vendidos no país até ser proibido pela ditadura e apreendido  junto com as demais obras da editora Civilização Brasileira em 29 de maio de 1965.

## Obras
lista incompleta
- Gago Coutinho e Sua Vida Aventurosa. Coelho Branco, 1941.
- Moscou Ida e Volta. Pongetti, 1952.
- A revolta da chibata. Irmãos Pongetti, 1959.
- Reportagens que abalaram o Brasil (com David Nasser, Carlos Lacerda, Joel Silveira, Justino Martins, Otto Lara Resende, Samuel Wainer e outros). Bloch.
- O Golpe Começou Em Washington. Civilização Brasileira, 1965.
- Padre Cícero: o santo de Juazeiro. O Cruzeiro.
- A Trincheira da liberdade - História da ABI. Record.
- A Revolta da Chibata - levante da Esquadra. Graal, 1986.
- A Marcha da Liberdade. Prefácio de Jorge Amado. Vozes, 1987
- Amazônia saqueada. Global. 3ª Edição. ISBN 9788526002333
- Histórias de um repórter. Record, 1999. ISBN 9788501050557